# Magpet (Cotabato)
Magpet é um município de  primeira classe de renda municipal (d) na província Cotabato, nas Filipinas. De acordo com o censo de 1 de maio  de  2020 possui uma população de 53 800 pessoas e 12 997 domicílios.